# Pacifastacus
Pacifastacus là một chi tôm càng xanh có nguồn gốc từ phía tây Bắc Mỹ (Hoa Kỳ và Canada).

## Các loài
Chi này được ghi nhận bao gồm 6 loài, trong đó có 2 loài đã tuyệt chủng:
- †Pacifastacus chenoderma (fossil: Miocene – Pliocene)
- Pacifastacus connectens
- Pacifastacus fortis
- Pacifastacus gambelii
- Pacifastacus leniusculus
- †Pacifastacus nigrescens